# Revista de Estudios Políticos
Revista de Estudios Políticos (REP) es una revista  editada por el Centro de Estudios Políticos y Constitucionales de España, es una revista de periodicidad trimestral dedicada al análisis académico de la política. Aborda temas como teoría constitucional, teoría del Estado, ciencia política, historia política e historia del pensamiento político.
Está disponible tanto en papel como en línea.
Está indexada y resumida en el Social Sciences Citation Index, en el Social Scisearch y en el Journal Citation Reports.
Está certificada como Revista Excelente por la Fundación Española para la Ciencia y la Tecnología (FECYT).
Fundada en 1941, fue publicada originalmente por el Instituto de Estudios Políticos (1939-1977), organismo público activo principalmente durante la dictadura franquista y antecesor del actual Centro de Estudios Políticos y Constitucionales.